# دیپانکار ده
دیپانکار ده (بنگالی: দীপঙ্কর দে؛ زادهٔ ۵ ژوئیهٔ ۱۹۴۴) هنرپیشه اهل هند است.
وی بازیگر فیلم‌هایی همچون آگانتوک، دشمن مردم، میانجی، شاخه‌های درخت، هملاک سوسایتی، پاراما، سرزمین جوانان، ابدی و در جستجوی قحطی بوده‌است.